# Kastoria FC
El Kastoria FC, también llamado AGS Kastoria (Asociación Gimnástica y Atlética de Kastores por sus siglas en griego), es un equipo de fútbol de Grecia que milita en la Delta Ethniki, la cuarta liga de fútbol más importante del país.
Fue fundado en el año 1963 en la ciudad de Kastoriá por la fusión de 3 equipos de la ciudad, el Aris, el Atromitos y el Orestias con el fin de crear a un equipo fuerte que representara a la ciudad en fútbol en Grecia. Nunca ha sido campeón de la Liga, pero ha ganado el torneo de Copa en 1 ocasión y ha sido finalista de la Supercopa, la cual perdió ante uno de los equipos tradicionales del país: el Olimpiakos CFP.
A nivel internacional solamente ha participado en 1 torneo continental, en la Recopa de Europa de Fútbol de 1980/81, en la que fue eliminado en la Primera Ronda por el Dinamo Tbilisi de la antigua Unión Soviética, que a la postre sería el campeón del Torneo.

## Palmarés
- Copa de Grecia: 1

1979/80
- Supercopa de Grecia: 0
  - Finalista: 1

1980

## Participación en competiciones de la UEFA
- Recopa de Europa de Fútbol: 1 aparición

1981 - Primera Ronda

### Partidos en UEFA
| Temporada | Torneo                | Ronda | Club              | Casa | Visita |
| --------- | --------------------- | ----- | ----------------- | ---- | ------ |
| 1980/81   | UEFA Cup Winners' Cup | 1     | FC Dinamo Tbilisi | 0–0  | 0–2    |

## Jugadores destacados
| - Nikos Sarganis - Giorgos Paraschos - Lakis Simeoforidis - Anestis Afendoulidis - Alexis Alexiadis - Giannis Argyros - Antonis Minou - Kyriakos Karataidis - Minas Chantzidis - Grigoris Papavasiliou | - Giannis Dintsikos - Thomas Liolios - Vasilis Nolis - Perifanos Pavlos - Mladen Milinkovic - Petar Shopov |